# Seznam jezikoslovcev na Univerzi na Primorskem
- Ana Beguš
- Alenka Kocbek
- Irina Makarova Tominec
- Jožica Škofic
- Klara Šumenjak
- Vladka Tucovič
- Jana Volk